# Hsu Shu-ching
Hsu Shu-ching (chiń. 許淑淨; pinyin Xǔ Shūjìng; ur. 9 maja 1991 w Yunlin) – tajwańska sztangistka, dwukrotna złota medalistka igrzysk olimpijskich i dwukrotna medalistka mistrzostw świata.
W 2012 roku wystartowała na igrzyskach olimpijskich w Londynie, gdzie zdobyła złoty medal. Pierwotnie zajęła drugie miejsce, jednak w 2016 roku za doping zdyskwalifikowana została Zülfija Czinszanło z Kazachstanu, a złoto przyznano reprezentantce Chińskiego Tajpej. Podczas rozgrywanych cztery lata później igrzysk olimpijskich w Rio de Janeiro zdobyła kolejny złoty medal. Na podium wyprzedziła Filipinkę Hidilyn Diaz i Yoon Jin-hee z Korei Południowej. 
Zdobyła też złoty medal mistrzostw świata w Houston w 2015 roku oraz srebrny podczas mistrzostw świata w Ałmaty rok wcześniej.

## Wyniki
| Rok  | Zawody               | Miasto | Miejsce | Kategoria | Wynik  |
| ---- | -------------------- | ------ | ------- | --------- | ------ |
| 2012 | Igrzyska olimpijskie | Londyn | 1       | do 53 kg  | 219 kg |
| 2014 | Mistrzostwa świata   | Ałmaty | 2       | do 53 kg  | 218 kg |